# Lamerdingen
Lamerdingen – miejscowość i gmina w południowych Niemczech, w kraju związkowym Bawaria, w rejencji Szwabia, w regionie Allgäu, w powiecie Ostallgäu, wchodzi w skład wspólnoty administracyjnej Buchloe. Leży w Allgäu, około 33 km na północ od Marktoberdorfu.

## Dzielnice
- Dillishausen
- Großkitzighofen
- Lamerdingen

## Polityka
Wójtem gminy jest Konrad Schulze z FWG, poprzednio stanowisko to obejmował Hanspeter Eberhard. Rada gminy składa się z 12 osób.
|      | FWG | FWG Großkitzighofen | FWV Dillishausen | FWG Kleinkitzighofen | Neue Liste | Razem |
| 2008 | 5   | 3                   | 2                | 2                    | -          | 12    |
| 2002 | 4   | 3                   | 2                | 1                    | 2          | 12    |